# Herman Passchier (pedagoog)

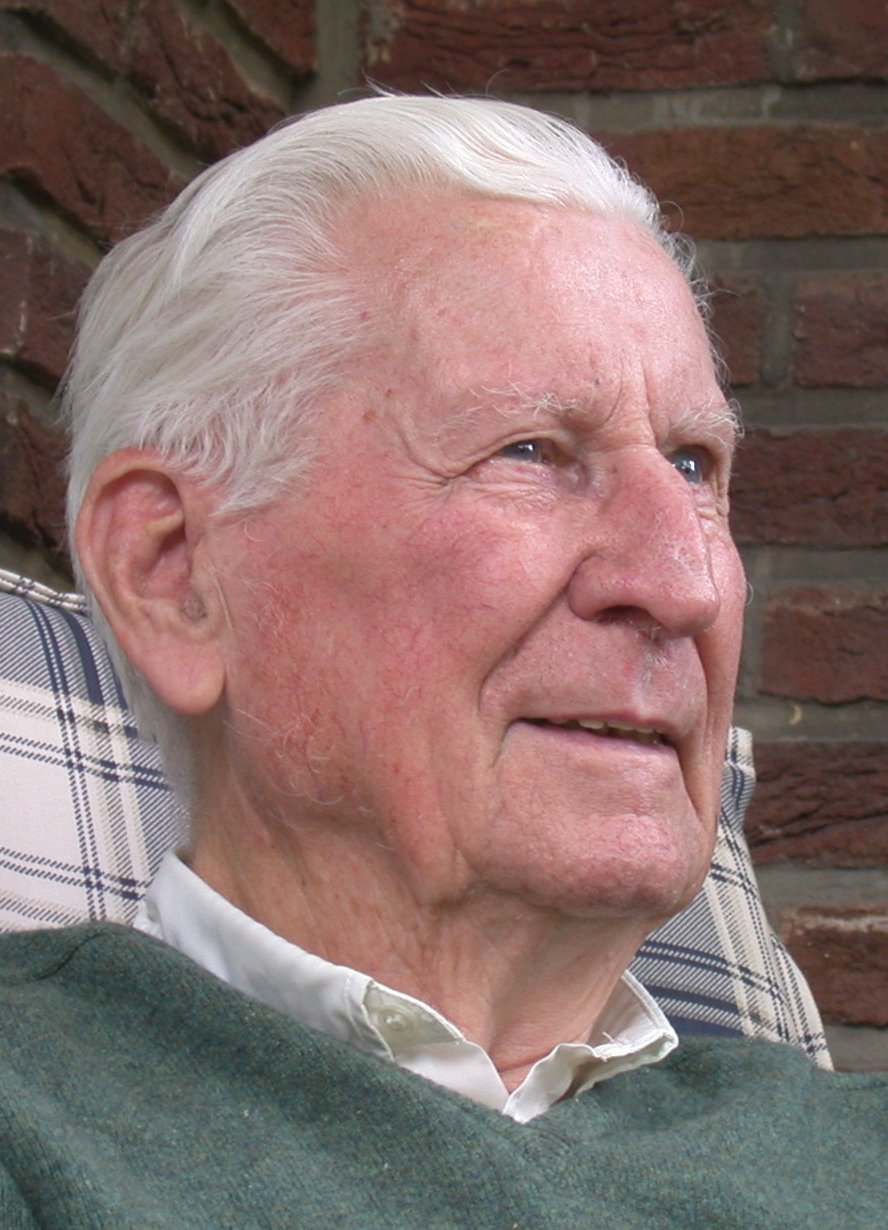
Herman Passchier in 2008

Herman Passchier (Zuilen, 12 maart 1919 – Zeist, 28 augustus 2009) was een Nederlands pedagoog, auteur, musicoloog, pianist en amateurbotanicus. Hij was actief lid van de Nederlandse Jeugdbond voor Natuurstudie, waar hij onder meer zijn latere vrouw Hetty Clara Meijer, arts, dochter van Clara Wichmann (1885–1922), leerde kennen. Uit deze periode dateert ook zijn hechte vriendschap met Victor Westhoff (1916–2001) hoogleraar botanie en vooraanstaand natuurbeschermer. 
Passchier werd opgeleid als onderwijzer en behaalde later het diploma conservatorium-B als pianist. Hij werd al jong bekend als medewerker voor muziek op de Werkplaats Kindergemeenschap in Bilthoven, de door Kees Boeke opgerichte school waar hij bijdroeg aan de musische vorming van de prinsessen Beatrix, Irene en Margriet. In die tijd voerde Herman Passchier samen met Simon Vestdijk een muziekpsychologisch onderzoek uit. Hierover publiceerden zij in 1951 Het 'programma' in de muziek.
Van 1953 tot 1955 was Herman Passchier plaatsvervangend programmadirecteur van de Nederlandse Radio Unie; hij had ook een eigen muziekprogramma. 
Zijn muziekstudies leidden ertoe dat hij Mozart ging beschouwen als de grootste componist aller tijden. Samen met de Mozart-kenner Marius Flothuis (1914–2001) blies hij de ingeslapen Nederlandse Mozart Vereniging nieuw leven in, eerst als secretaris-penningmeester, later als voorzitter. Meer dan 30 jaar organiseerde hij de jaarlijkse Mozart-dag. Van 1987 tot 1996 organiseerde hij tevens de Mozart-week in zijn woonplaats Zeist. Voor de op Mozart gerichte activiteiten werd hij tot erelid van de Internationale Stiftung Mozarteum te Salzburg benoemd en ontving hij in 1981 de zilveren Mozart-medaille. In 1995 kende de Oostenrijkse regering Passchier het Gouden Ereteken van Verdienste voor de Republiek Oostenrijk toe.
Vanaf de late jaren zestig/begin zeventig was Passchier directeur van de P.F. van Overbeekeschool, een IVO-mavo op Jenaplanbasis in de Utrechtse wijk Hoograven, waar hij o.a. het Leerlingenparlement in het leven riep: een orgaan waardoor alle leerlingen van de school (ongeveer 300 in getal rond die tijd) invloed konden uitoefenen op de gang van zaken in de school, en mee konden beslissen over toekomstige ontwikkelingen.
Het pedagogische werk van Passchier vond een vervolg in het opzetten en leiden van twee middenscholen met geïntegreerde opleidingen vwo, havo, mavo en LBO. Het werk mondde in 1983 uit in het boek Hoe slaan we de vonk uit de stroeve materie, over het Jenaplan-onderwijs. Voor zijn vele verdiensten werd aan Herman Passchier in 1979 de koninklijke onderscheiding Ridder in de Orde van Oranje-Nassau verleend.

## Bron
- Victor Westhoff,  "Herman Passchier tachtig jaar" in het tijdschrift M.C.D. Mozart  juni 1999, Beek-Ubbergen.

- Digitale Bibliotheek voor de Nederlandse Letteren: pass003
- International Standard Name Identifier: 0000 0003 9759 4441
- Nederlandse Thesaurus van Auteursnamen: 071086242
- Virtual International Authority File: 306164563
- WorldCat: E39PBJcGgYvcBrPvcvDPrBXGHC